# Mercedes-Knight
Die Mercedes-Knight-Modelle wurden vom Technischen Direktor Paul Daimler ab 1910 aufgelegt. Zu diesem Zweck erwarb die Daimler-Motoren-Gesellschaft die Patente des US-Amerikaners Charles Yale Knight (1868–1940) für einen Verbrennungsmotor, dessen Ladungswechsel nicht durch Ventile, sondern durch Hülsenschieber gesteuert werden.
Diese Motoren laufen leiser als mit Ventilen bestückte Motoren und liefern schon bei niedriger Drehzahl ein hohes Drehmoment. Hohe Drehzahlen sind aber auf Grund der großen bewegten Massen nicht realisierbar: Hülsenschieber sind viel schwerer als Ventile. Dies begrenzte beim damaligen technischen Stand des Getriebebaus die Höchstgeschwindigkeit der Autos auf ca. 85 km/h. Zudem reagieren Knight-Motoren empfindlich auf mangelnde Wartung und Schmierung, da die thermisch hochbelasteten Hülsenschieber dann fressen.
Die DMG legte drei Baureihen auf, von denen aber nur die mittlere erfolgreich war.

## Mercedes-Knight 16/40 PS, 16/45 PS, 16/50 PS

### Mercedes-Knight 16/40 PS (1911–1913)
Dieses erste Mercedes-Knight-Modell hat Radstände von 2320 bis 3240 mm und ist ca. 4700 mm lang. Es wurde im Dezember 1910 auf der Pariser Automobilmesse vorgestellt und ab Anfang 1911 in Serie produziert.
Der Wagen ist mit einem Vierzylinder-Blockmotor ausgestattet, der aus 4080 cm³ Hubraum 45 PS (33 kW) bei 1750/min. entwickelt. Die Verdichtung liegt bei 4:1. Der Motor ist mit Doppelzündung (Versorgung durch Magnet und Batterie) ausgestattet und hat eine seitlich eingebaute, stirnradgetriebene Steuerkurbelwelle, die über kurze Pleuel die Hülsenschieber betätigt.
Über ein kulissengeschaltetes Vierganggetriebe (Schalthebel rechts außen am Wagen) werden die Hinterräder angetrieben, die an einer Starrachse befestigt und an Halbelliptik-Blattfedern aufgehängt sind. Auch die Vorderachse ist starr und hängt an Halbelliptik-Blattfedern. Der Wagen ist mit einer mechanischen Bremse ausgestattet, die auf die Kardanwelle wirkt.
Die Wagen erreichen bei einer Hinterachsübersetzung von 3:1 eine Höchstgeschwindigkeit von 80 km/h.

### Mercedes-Knight 16/45 PS (1913–1923)
Mitte 1913 wurde die Typbezeichnung angepasst, das Modell wurde seitdem als 16/45 PS angeboten.
Nach 1916 wurde nur diese mittlere Baureihe fortgeführt. Der 16/45 PS – Motor erhielt eine höhere Verdichtung von 5:1; seine Leistung blieb jedoch gleich. Ab 1922 wurde der Wagen zusätzlich zur Kardanbremse mit Seilzugbremsen für die Vorderräder ausgestattet.

### Mercedes-Knight 16/50 PS (1924)
1924 wurde die Leistung des Motors auf 50 PS (37 kW) angehoben.
Die Kunden waren offensichtlich mit den hohen Wartungsansprüchen der Knight-Motoren überfordert. Immer wieder kam es zu Reklamationen, die der DMG viel Geld kosteten und obendrein dem Ruf der Mercedes-Automobile schadete. 1925 zog man die Konsequenz hieraus und stellte nach nur 2 gebauten Exemplaren in 1925 auch die letzte Baureihe ersatzlos ein.

## Mercedes-Knight 10/30 PS (1913–1915)
Der etwas kleinere Wagen war mit den Radständen 3105 mm oder 3240 mm verfügbar und hat eine Gesamtlänge von ca. 4500 mm.
Sein Motor ist von gleicher Bauart wie der des ersten Modells, hat aber nur 2610 cm³ Hubraum und leistet 30 PS (22 kW) bei 1750/min. Der Wagen erreicht 70 km/h.

## Mercedes-Knight 25/65 PS (1913–1915)
Parallel zum kleineren Modell wurde auch ein größeres Modell mit 3620 mm oder 3645 mm Radstand angeboten. Es hat eine Gesamtlänge von ca. 4900 mm.
Auch dieser Wagen hat einen Vierzylindermotor gleicher Bauart, allerdings mit 6330 cm³ Hubraum. Er leistet 65 PS (48 kW) bei 1750/min und einer Verdichtung von 4,6:1. Damit bringt es das Fahrzeug auf 85 km/h. Die Kardanbremse ist wassergekühlt.

## Produktionszahlen
- Mercedes-Knight 10/30 PS: ca. 200 Stück
- Mercedes-Knight 16/40 PS & 16/45 PS: 5350 Stück, zzgl. Mercedes-Knight 16/50 PS: 296 Stück
- Mercedes-Knight 25/65 PS: 105 Stück

## Mercedes-Knight 17/50 PS
Für das 1911 vorgestellte mittelgroße Modell entwarf man 1912 einen Motor mit 4400 cm³ Hubraum, der eine Leistung 50 PS (37 kW) entwickelt. Es blieb allerdings bei drei Versuchswagen.

## Bildergalerie

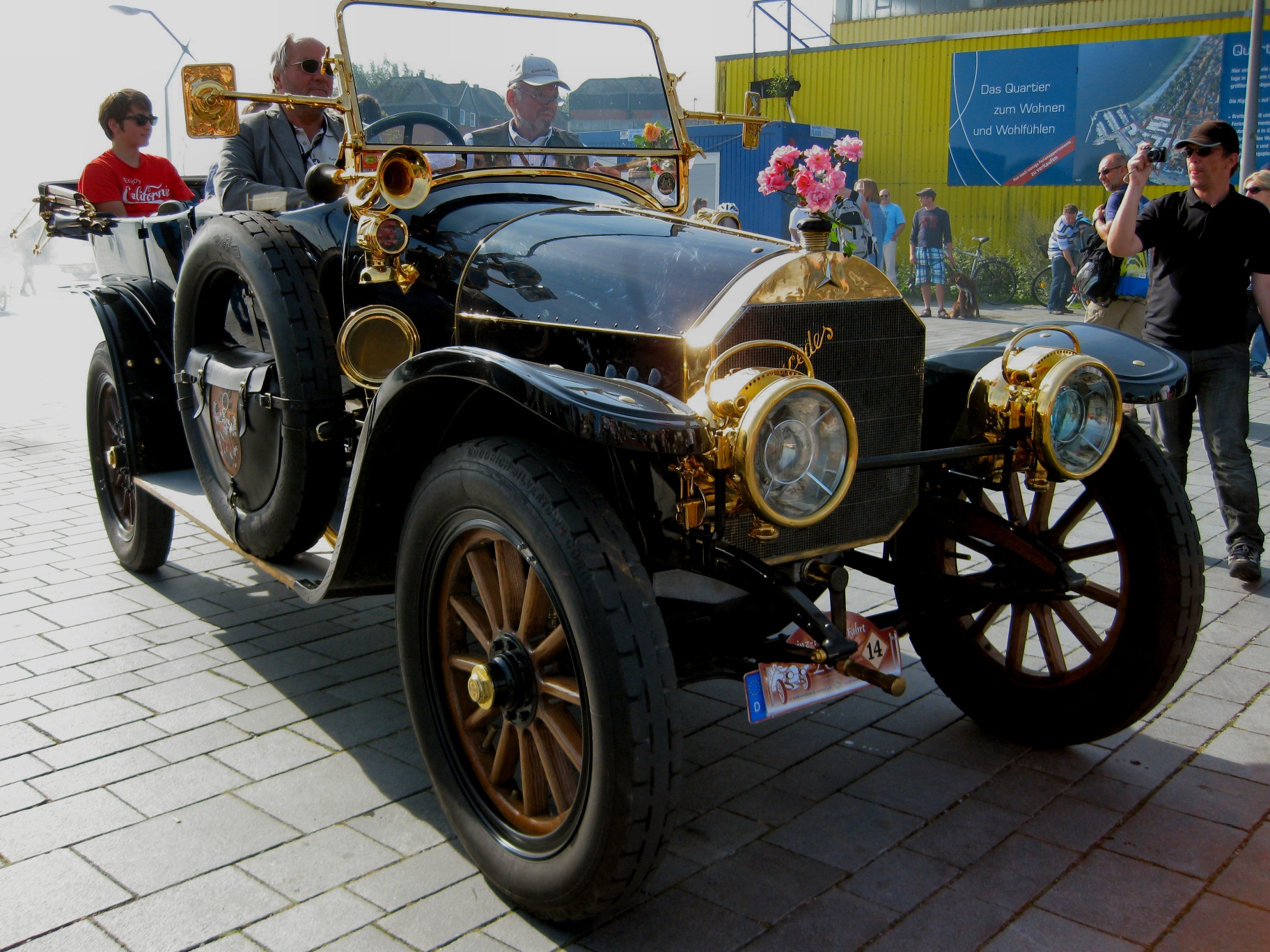
Mercedes-Knight 16/45 (1912)
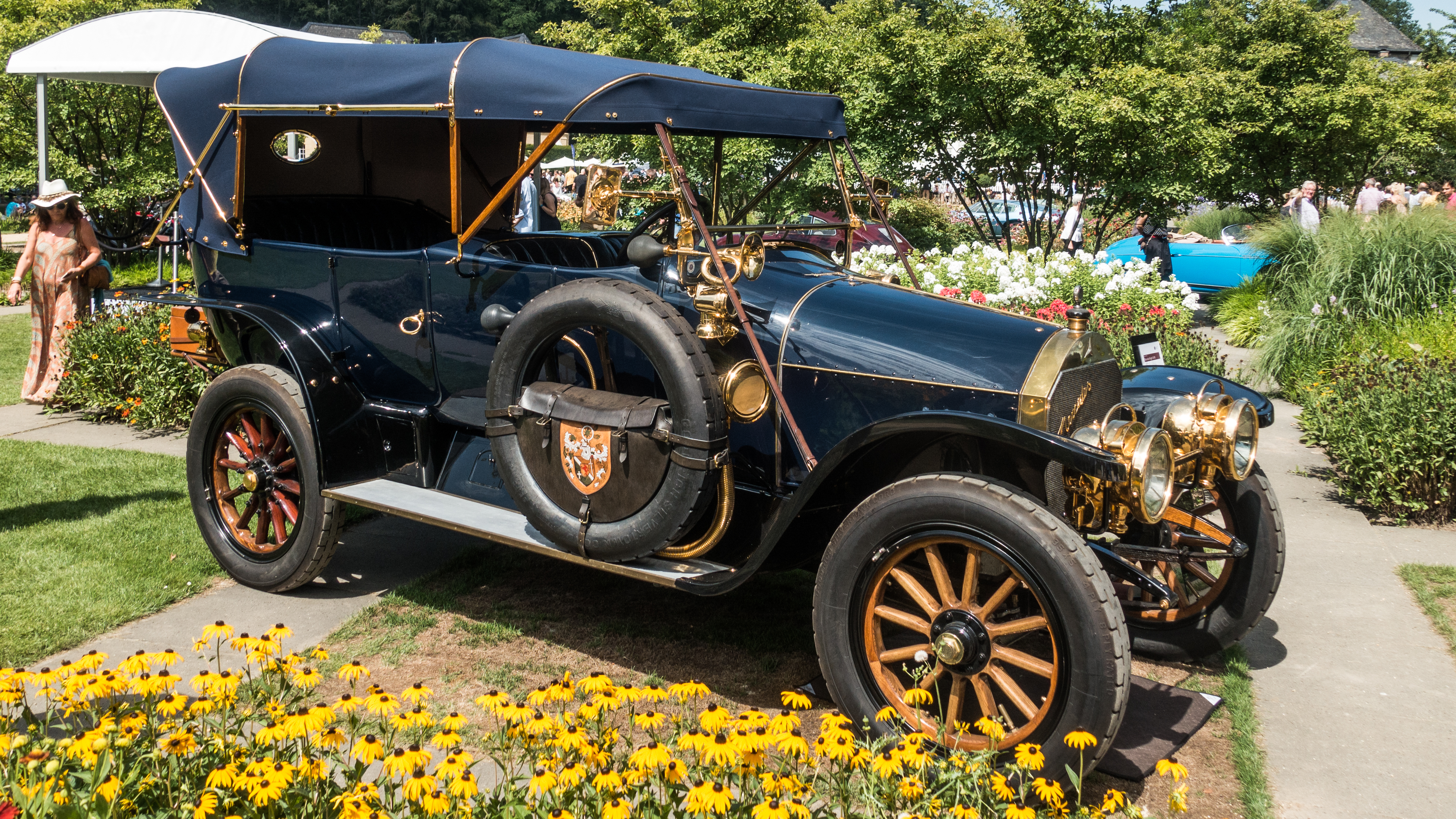
Mercedes-Knight 16/45 (1912)
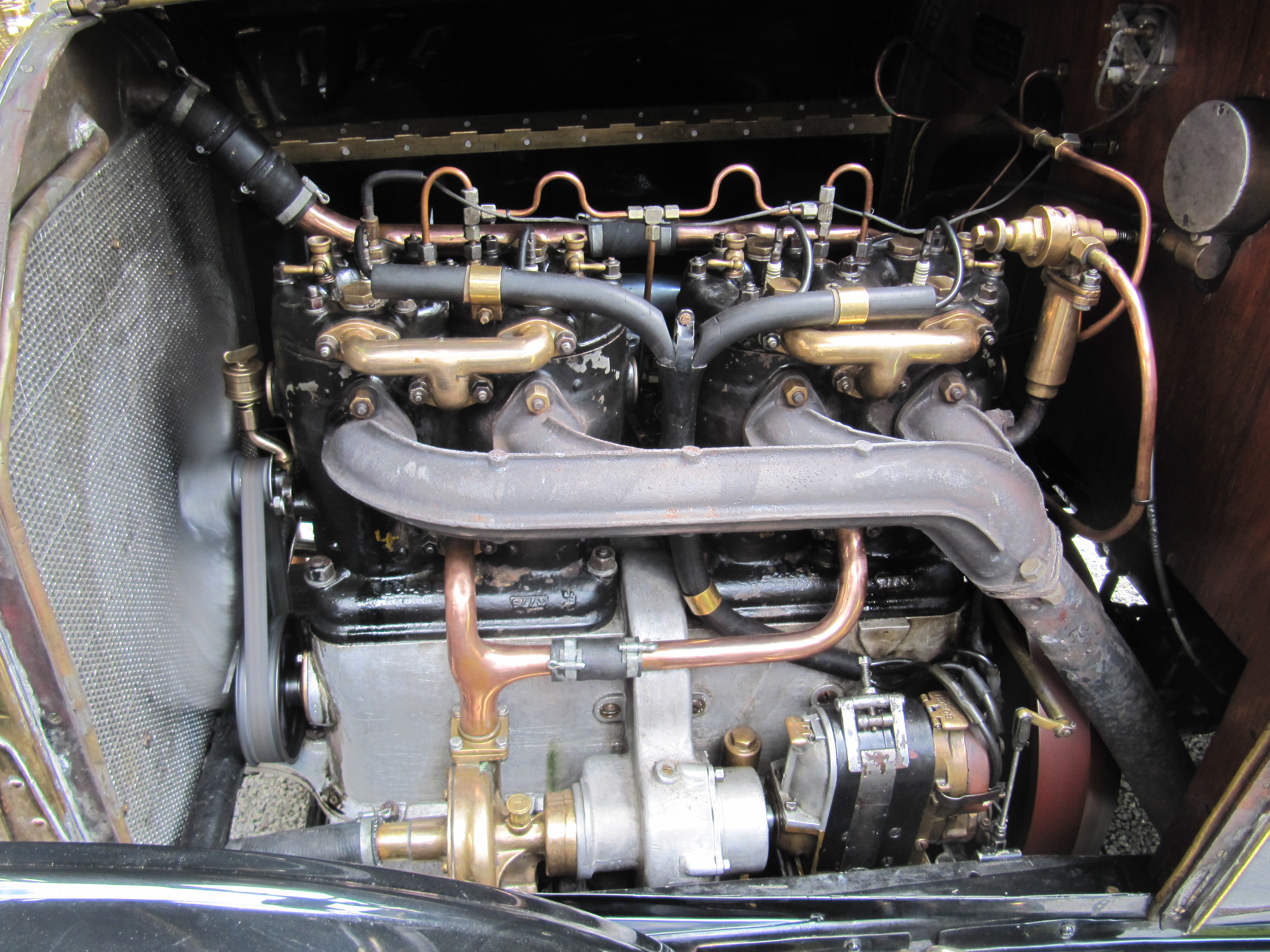
Motor Mercedes-Knight 16/40 (1912)
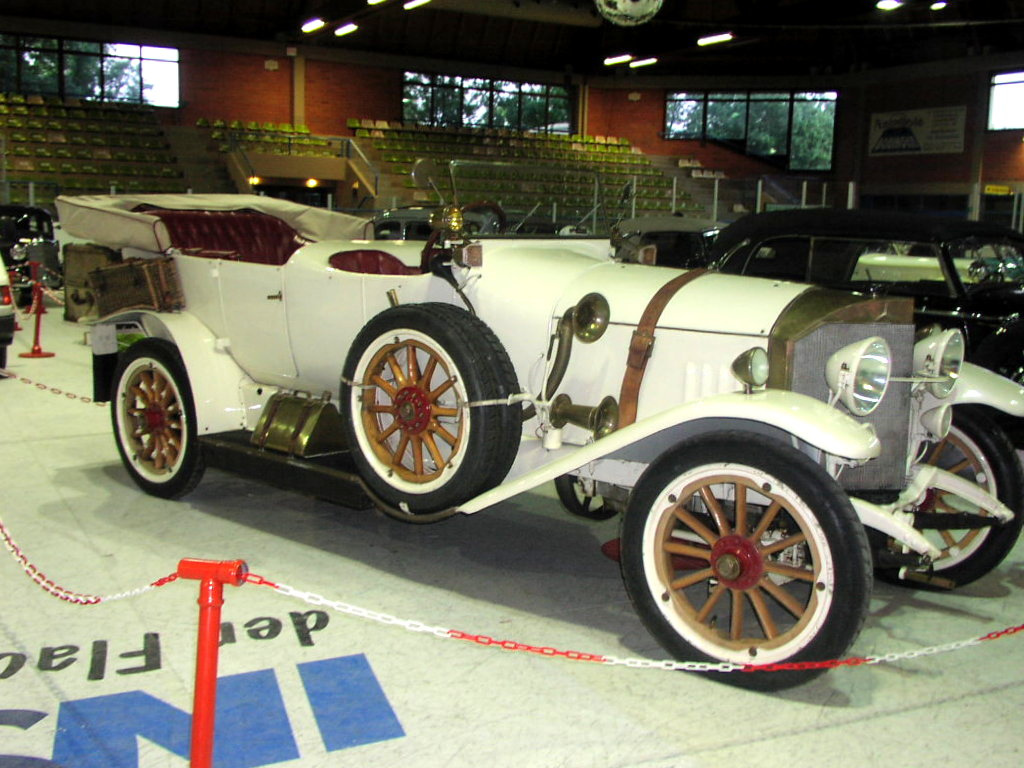
Mercedes-Knight 25/65 (1913)
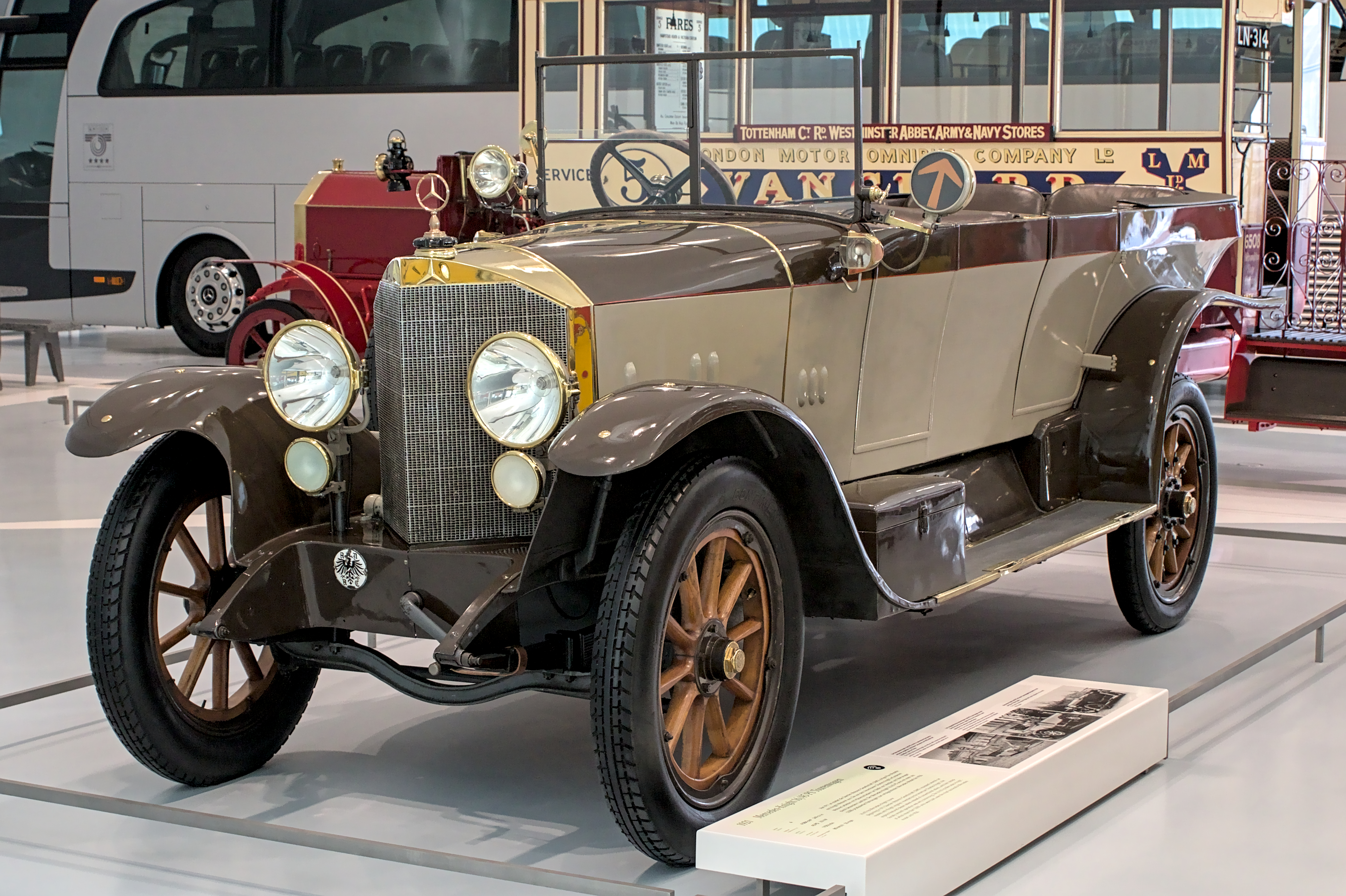
Mercedes-Knight 16/45 (1921)